# Move Your Ass!
Singles de Scooter
Hyper Hyper
(1994) Friends
(1995)
Move Your Ass! est une chanson de Scooter extraite de l'album ...and the Beat Goes On! et sortie en décembre 1994 en Allemagne.
Move Your Ass! est le single de Scooter qui est resté le plus longtemps dans les charts et qui a été le mieux classé en France.

## Liste des pistes
| 1. | Move Your Ass! (Video Edit) | 3:58 |
| 2. | Move Your Ass!              | 5:50 |
| 3. | Back In Time                | 7:04 |

| 1. | Move Your Ass! (Video Edit)            | 3:55 |
| 2. | Friends                                | 4:40 |
| 3. | Endless Summer (Radio Edit)            | 3:55 |
| 4. | Move Your Ass! (Platinum People Remix) | 7:46 |

## Samples et remixes
Move Your Ass! est samplé dans 2 chansons :
- Beweg Dein Arsch de Sido feat. Kitty Kat and Tony D (2009).
- Friends Turbo de Scooter (2011).

Move Your Ass! a été remixé 6 fois :
- Move Your Ass! (Ultra-Sonic Remix) de Ultra-Sonic (1995).
- Move Your Ass! (Para-Dizer Remix) de Para-Dizer (1995).
- Move Your Ass! (Mandala Remix) de Mandala (1995).
- Move Your Ass! (Alien Factory Remix) de Alien Factory (1995).
- Move Your Ass! (Mega 'Lo Mania - Acid Mania Mix) de Mega 'Lo Mania (1995).
- Move Your Ass! (Men Behind Remix) de Men Behind (1995).

## Classements et certifications

### Classements hebdomadaires

#### Move Your Ass!
| Classement (1995)                       | Meilleure position |
| --------------------------------------- | ------------------ |
| Allemagne (Media Control AG)            | 3                  |
| Autriche (Ö3 Austria Top 40)            | 3                  |
| Belgique (Flandre Ultratop 50 Singles)  | 16                 |
| Belgique (Wallonie Ultratop 50 Singles) | 16                 |
| Espagne (PROMUSICAE)                    | 18                 |
| Finlande (Suomen virallinen lista)      | 7                  |
| France (SNEP)                           | 11                 |
| Irlande (IRMA)                          | 15                 |
| Italie (FIMI)                           | 7                  |
| Pays-Bas (Nederlandse Top 40)           | 4                  |
| Norvège (VG-lista)                      | 6                  |
| Suède (Sverigetopplistan)               | 10                 |
| Suisse (Schweizer Hitparade)            | 3                  |
| Royaume-Uni (UK Singles Chart)          | 98                 |

#### The Move Your Ass E.P.
| Classement (1995)              | Meilleure position |
| ------------------------------ | ------------------ |
| Royaume-Uni (UK Singles Chart) | 23                 |

### Classements annuels
| Classement (1995)               | Meilleure position |
| ------------------------------- | ------------------ |
| Autriche (Ö3 Austria Top 40)    | 38                 |
| Belgique (Flandre Ultratop 50)  | 98                 |
| Belgique (Wallonie Ultratop 50) | 80                 |
| Pays-Bas (Nederlandse Top 40)   | 64                 |
| France (SNEP)                   | 74                 |
| Suisse (Schweizer Hitparade)    | 30                 |

### Certifications
| Pays             | Certification | Date | Ventes  |
| ---------------- | ------------- | ---- | ------- |
| Allemagne (BVMI) | Or            | 1995 | 250 000 |